# Архимедов винт

Анимация работы архимедова винта

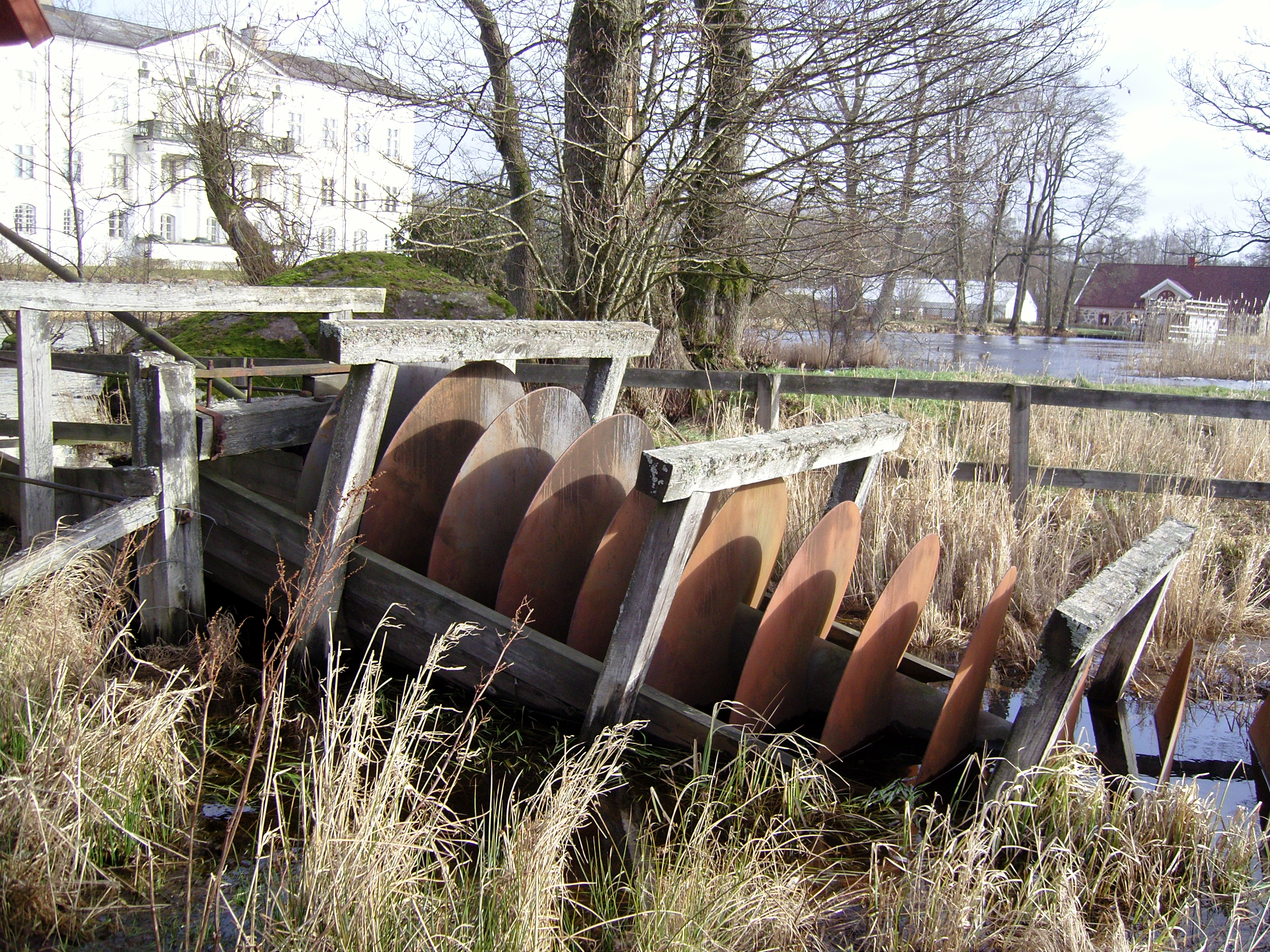
Архимедов винт в шведском посёлке

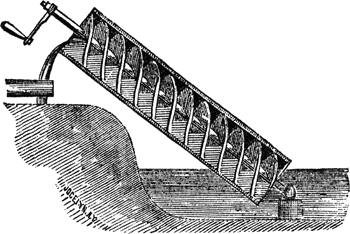
Схема архимедова винта

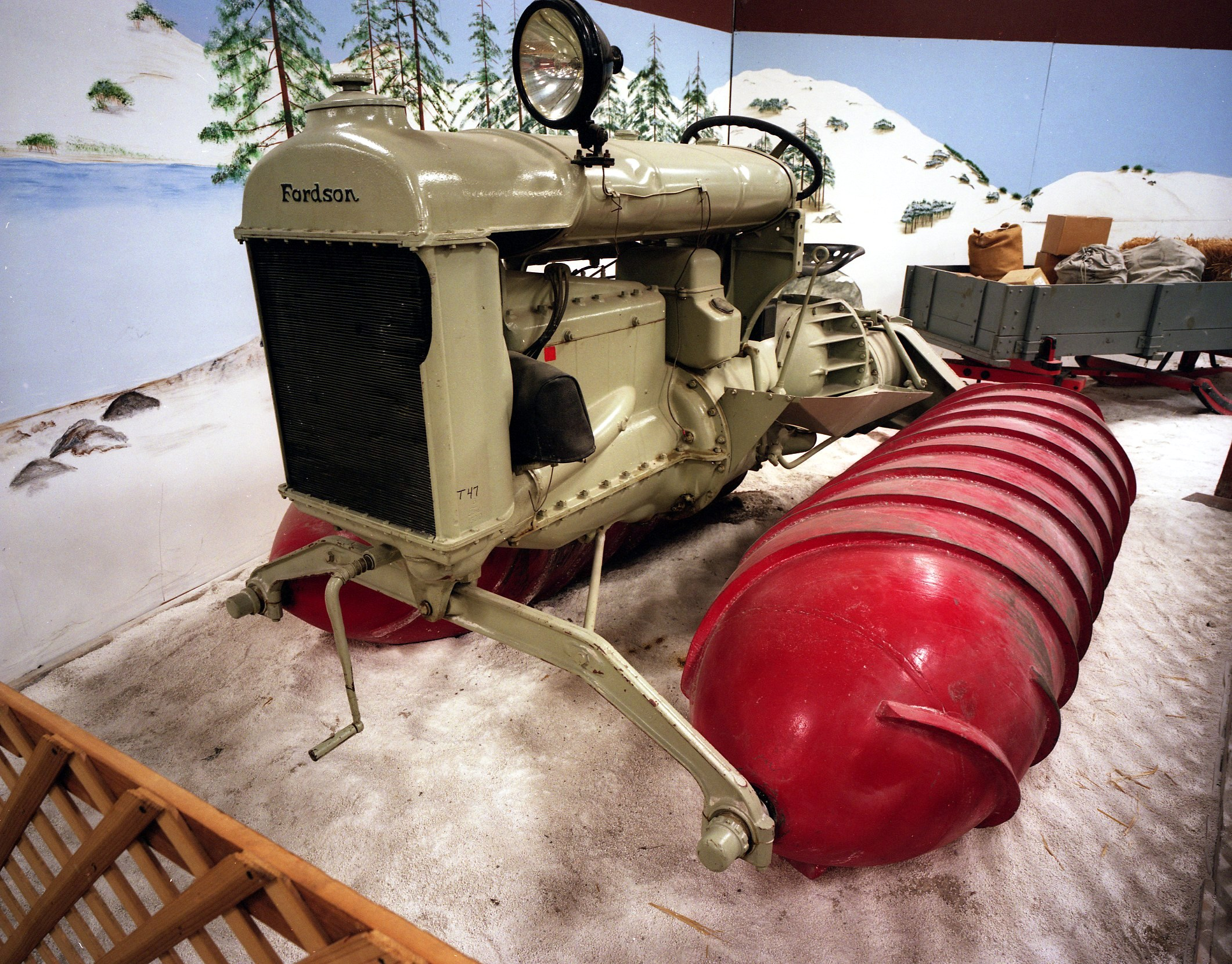
Шнекороторный Fordson в 1926

Архимедов винт, винт Архимеда — механизм, исторически использовавшийся для передачи воды из низколежащих водоёмов в оросительные каналы. Он был одним из нескольких изобретений и открытий, традиционно приписываемых Архимеду, жившему
в III веке до н. э. Архимедов винт стал прообразом шнека.

## Принцип работы
Устройство состоит из наклоненной под углом к горизонту полой трубы с винтом внутри. Она была изобретена Архимедом примерно в 250 году до н. э. либо в Греции ранее. Винт можно представить, как наклонную плоскость, навёрнутую на цилиндр.
Винт вращается обычно с помощью ветряного колеса, либо вручную. В то время, как поворачивается нижний конец трубы, он собирает некоторый объём воды. Это количество воды будет скользить вверх по спиральной трубе во время вращения вала,
пока наконец вода не выльется из вершины трубы, снабжая ирригационную систему.
Контактная поверхность между винтом и трубой не обязана быть идеально водонепроницаемой, потому что относительно большое количество воды черпается за один поворот по отношению к угловой скорости винта. Кроме того, вода, просачивающаяся из верхней секции винта, попадает в предыдущую секцию и так далее, таким образом, в машине достигается динамическое равновесие, что препятствует уменьшению механической эффективности.
«Винт» не обязан поворачиваться внутри неподвижной оболочки, он может вращаться вместе с нею как одно целое. Винт может быть герметично прикреплён с помощью смолы или другого связующего к оболочке либо отлит из бронзы как одно целое с оболочкой, как, по предположению некоторых исследователей, были сделаны устройства, орошавшие висячие сады в Вавилоне. Изображения древнегреческих и древнеримских водяных винтов показывают, что винт двигался человеком, наступавшим на внешнюю оболочку, чтобы вращать весь аппарат как единое целое, что требовало, чтобы корпус был жестко скреплён с винтом.

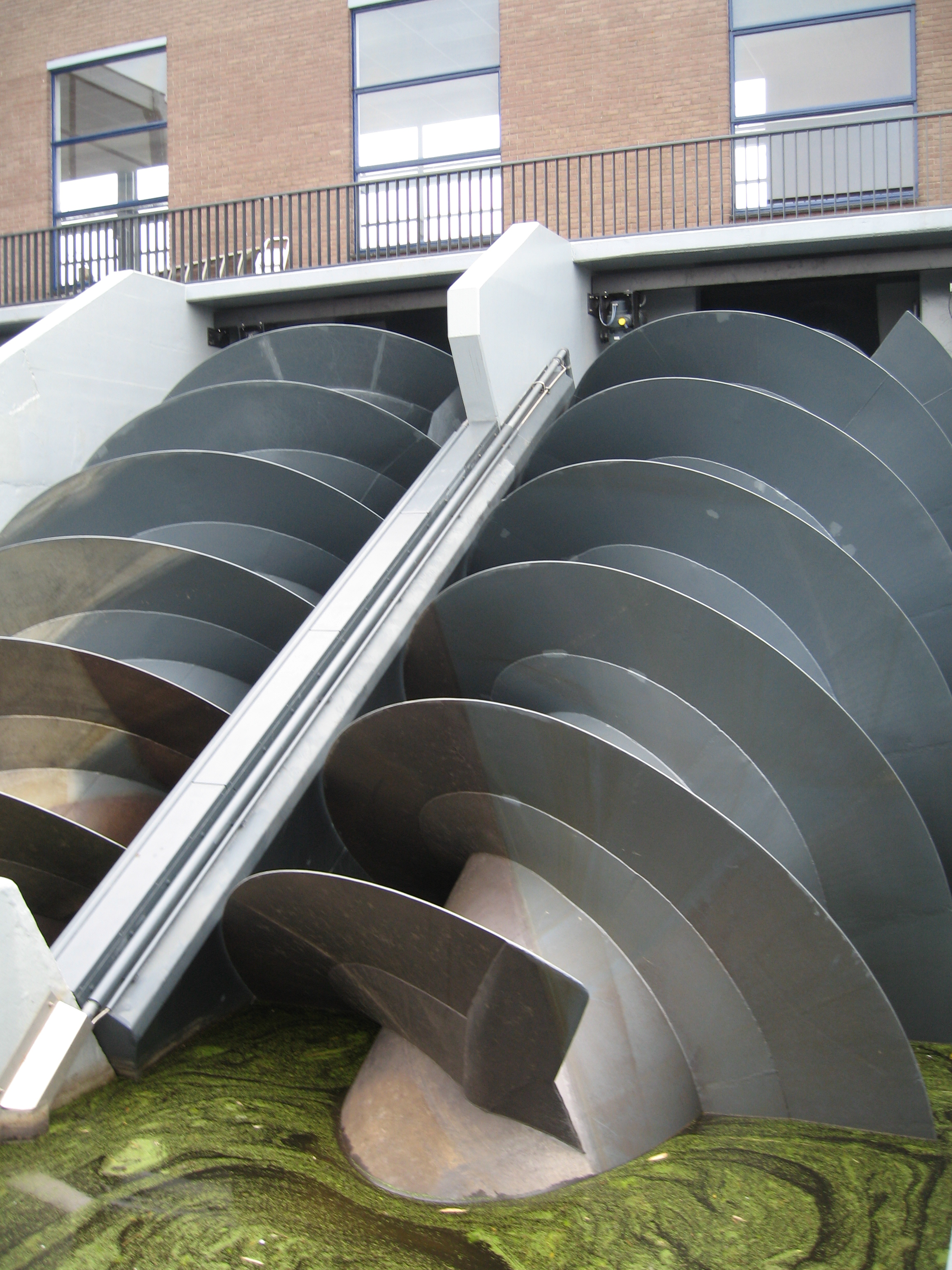
Современные архимедовы винты, используемые для осушения польдеров в Голландии.

## Применение
Издавна архимедов винт применялся для подъёма воды в оросительные каналы. Кроме того, это устройство также использовалось для отвоёвывании земли у моря в Голландии и других местах при создании польдеров. Участок моря перекрывался дамбой, и вода удалялась из него, начинался процесс осушения земли для использования в земледелии.
Архимедовы винты использовались в установках по обработке сточных вод, потому что они успешно справляются с разными мощностями потока и с суспензиями.
Тот же принцип можно увидеть в «пескалаторах» — архимедовых винтах, предназначенных для безопасного подъёма рыбы из прудов. Эта технология применяется в основном на рыбоводных заводах (рыбопитомниках), поскольку она позволяет транспортировать рыбу, не травмируя.
Архимедов винт легко узнать в качестве гребного винта водометного движителя. Здесь он представлен почти без изменений.
В автомобильной технике архимедовы винты могут применяться вместо колес. Принцип движения шнекороторного вездехода прост. Машина оборудована двумя или более соосными с направлением движения роторами — винтами Архимеда. При вращении они отталкиваются от кашеобразной или жидкой субстанции, по которой движется вездеход, и продвигают его вперед.
Шнекоходу не страшно ничего. Там, где вязнет болотоход с огромными бескамерными шинами, где из-за неровностей рельефа не может пройти судно на воздушной подушке, шнекоход будет медленно, но верно продираться вперед. Для спасательных операций в условиях, например, северных болот, он может стать незаменимым помощником. Кроме того, полые роторы-шнеки могут служить поплавками, превращая вездеход в амфибию. Основной недостаток — это полная неспособность шнекохода передвигаться по хотя бы чуть-чуть твердой поверхности. Как только шнек «чувствует» землю, машину начинает сносить в сторону и трясти. Вроде бы этого нетрудно избежать, сделав поворотной кабину вездехода. Пусть на шнеках он идет по оси X, а по дороге катится по оси Y. Но, увы, так сделать нельзя, потому что от качения шнеки будут попросту разрушаться, теряя присущие им свойства архимедова винта. А если сделать их сверхпрочными, шнекоход будет дробить асфальт или другое покрытие. Есть и еще один недостаток: крайне низкая скорость движения при высоких энергетических затратах. Именно невозможность существования шнекохода в качестве самостоятельной транспортной единицы и не позволило подобным вездеходам получить должное распространение. В том крайне узком сегменте, где без них не обойтись, делают просто: привозят шнекоход в кузове другой машины и спускают его на воду или грязь.